# Euchromia egestosa
Euchromia egestosa är en fjärilsart som beskrevs av Adalbert Seitz. Euchromia egestosa ingår i släktet Euchromia och familjen björnspinnare. Inga underarter finns listade i Catalogue of Life.